# Малешевски народоосвободителен партизански отряд
Малешевски народоосвободителен партизански отряд е комунистическа партизанска единица във Вардарска Македония, участвала в така наречената Народоосвободителна войска на Македония.
Създаден е на 25 август 1944 година в местността Паруца на кота 1356 в планината Плачковица. Състои се от 50 души от Малешевията. Напада по-малки военни части, унищожават общински архиви и се опитват да попречат на реквизиция. През втората половина част от партизаните на отряда влизат в рамките на Тринадесета македонска ударна бригада и Четиринадесета македонска младежка ударна бригада „Димитър Влахов“ в състава на петдесета македонска дивизия на НОВЮ.